# 巴朗 (杜尔伯特)
巴朗（？—1755年），绰罗斯氏，卫拉特蒙古杜尔伯特部人，清朝时期台吉，伯布什之孙，车凌蒙克次子。
乾隆十八年（1753年），跟随父亲归附清朝。第二年，他乘父亲至北京朝觐乾隆帝，率本族台吉蒙克特穆尔、侄子巴布勒等二百余人逃到准噶尔汗国，游行塔本集赛驻牧地。听说副都统达什敦多布领兵追击，与蒙克特穆尔分道逃走。后被额伯津宰桑等擒获，送到北京处死。